# Prinses Irenebrug (Rotterdam)
De Prinses Irenebrug is een brug in de Nederlandse stad Rotterdam, in de wijk Hillegersberg. De brug heeft sinds de vervanging in 2005 een hoogte in gesloten stand van KP +1,30 m, in geheven stand KP +2,90 m en de wijdte is 5,70 m. De brug ligt over de Rotte en verbindt de wijken Molenlaankwartier en Terbregge.

## Geschiedenis
De buurtschap Terbregge heeft haar naam te danken aan de aanwezigheid van een brug over de rivier de Rotte. In 1645 werd de vaste brug vervangen door een ophaalbrug. De brug werd in 1727, 1773, 1808, 1846 en 1868 vernieuwd. In 1888 werd weer een nieuwe brug ter plaatse geopend. De brug heette toen nog De Prins, en ook dit was weer een ophaalbrug. Deze brug deed dienst tot in de jaren 1930. Toen een TOD-bus (Terbregsche Omnibus Dienst) passeerde die te breed en te zwaar was, stortte de brug in. Hierna werd tijdelijk een drijvende hulpbrug ingezet. Op 5 augustus 1939, de geboortedag van prinses Irene, werd de brug feestelijk geopend door een aantal raadsleden. Vanaf dat moment heette de ophaalbrug Prinses Irenebrug.

## Huidige brug
Eind twintigste eeuw was de capaciteit van de brug sterk onvoldoende geworden. Hij was bovendien te smal, waardoor er geregeld gevaarlijke verkeerssituaties ontstonden. Er werd daarom op de plaats van de oude brug een geheel nieuwe gebouwd. Het autoverkeer moest gedurende de werkzaamheden een zeven kilometer lange omleiding gebruiken en voor fietsers en voetgangers werd een noodbrug gelegd. De nieuwe brug, die in 2005 werd geopend, heet weer Prinses Irenebrug. Het is geen ophaalbrug meer, maar een tafelbrug, die op afstand bediend wordt. 
In de zomer is er veel recreatievaart over de Rotte, de brug wordt dan de gehele dag bediend en gaat vaak open en dicht. In de winterperiode wordt de Prinses Irenebrug alleen ‘s zondags bediend.
Buslijn 35 van de RET rijdt over de brug. 